# Frits Hammer Kjølsen
Frits Hammer Kjølsen, född 29 september 1893, död 9 april 1985, var en dansk sjömilitär och författare.
Frits Hammer Kjølsen inträdde i flottan 1909, var marin- och flygattaché i Berlin 1939–1941 och varnade upprepade gånger danska regeringen för ett tyskt anfall. Han var stabschef på kustflottan 1942–1943, då flottan vid det tyska överfallet 29 augusti 1943 säktes eller överfördes till Sverige, dit Kjølsen efter kort internering flydde och där han var chef för danska brigadens marinavdelning 1943–1945. Kjølsen blev kommendör 1945, marinattaché i Washington och Ottawa 1946 samt konteramiral 1949. Han var flitig som sjömilitär och biografisk författare, och utgav bland annat Optakten til den 9. April (1945) och Da Danmarks Flaade blev sænket (1945).

## Utmärkelser
- Riddare av Dannebrogorden,  1927[2]
- Dannebrogsmännens hederstecken,  1941[2]
- Kommendör av Dannebrogorden,  1949[2]
- Kommendör av första graden av Dannebrogorden,  1955[2]

[Redigera Wikidata]